# Eclissi solare del 22 maggio 2058
L'Eclissi solare del 22 maggio 2058  è un evento astronomico che avrà luogo il suddetto giorno attorno alle ore 10:39 UTC.

## Eclissi correlate

### Eclissi solari 2059 - 2061
Questa eclissi è un membro di una serie semestrale. Un'eclissi in una serie semestrale di eclissi solari si ripete approssimativamente ogni 177 giorni e 4 ore (un semestre) in nodi alternati dell'orbita della Luna.

### Ciclo di Saros 119
L'evento fa parte del ciclo di Saros 119, che si ripete ogni 18 anni, 11 giorni, contenente 71 eventi. La serie è iniziata con l'eclissi solare parziale il 15 maggio 850 d.C. Comprende eclissi totali il 9 agosto 994 d.C. e il 20 agosto 1012 con un'eclissi ibrida il 31 agosto 1030. Comprende eclissi anulari dal 10 settembre 1048 al 18 marzo 1950. La serie termina al membro 71 con un'eclissi parziale il 24 giugno 2112. La durata più lunga della totalità è stata di soli 32 secondi il 20 agosto 1012. La durata più lunga di un'anularità nella serie del ciclo è stata di 7 minuti, 37 secondi il 1º settembre 1625. La durata più lunga dell'ibridità è stata di soli 18 secondi il 31 agosto 1030.